# چوب ژرف‌دریا
چوب ژرف‌دریا یا چوب اعماق دریا (به انگلیسی: Deep-sea wood)، به چوبی گفته می‌شود که در کف اقیانوس فرومی‌رود. این آبشارهای چوبی، بوم‌سازگان‌های ژرف‌دریا را گسترش می‌دهند. چوب‌های ژرف‌دریا از شکل‌های منحصر به فرد زندگی اجتماعی در اعماق دریا از جمله باکتری‌های شیمیایی-سنتتیک پشتیبانی می‌کنند. منابع کربنی برای این بوم‌سازگان‌های اعماق دریا به چوب غرق‌شده محدود نمی‌شود، بلکه شامل کتانجک و بقایای نهنگ‌ها نیز می‌شود. بسیاری از چیزهایی که دربارهٔ چوب اعماق دریا شناخته شده‌است، از آزمایش‌های زیست‌شناسان دریایی به دست آمده‌است، که در آن چوب برای مدت زمان معینی به ته اقیانوس منتقل می‌شود و سپس بعداً دوباره برای نمونه‌برداری جمع‌آوری می‌شود.
وجود Closteridia، بی‌هوازی اجباری، نشان می‌دهد که فرایند تخریب چوب در اعماق دریا ممکن است محیط‌های بدون اکسیژن برای این باکتری‌ها برای بقا در آن ایجاد کند.